# Launstroff
Launstroff (deutsch Launsdorf bzw. früher Lunesdorf, lothringisch Launschtroff) ist eine französische Gemeinde mit 241 Einwohnern (Stand 1. Januar 2022) im Département Moselle in der Region Grand Est (bis 2015 Lothringen). Sie gehört zum Arrondissement Thionville.

## Geografie
Launstroff liegt an der Grenze zum Saarland, zehn Kilometer vom Dreiländereck Frankreich-Deutschland-Luxemburg entfernt, auf einer Höhe zwischen 285 und 407 m. Das Gemeindegebiet umfasst 7,86 Quadratkilometer und wird im Westen auf einer kurzen Strecke vom Flüsschen Ruisseau de Montenach durchquert.

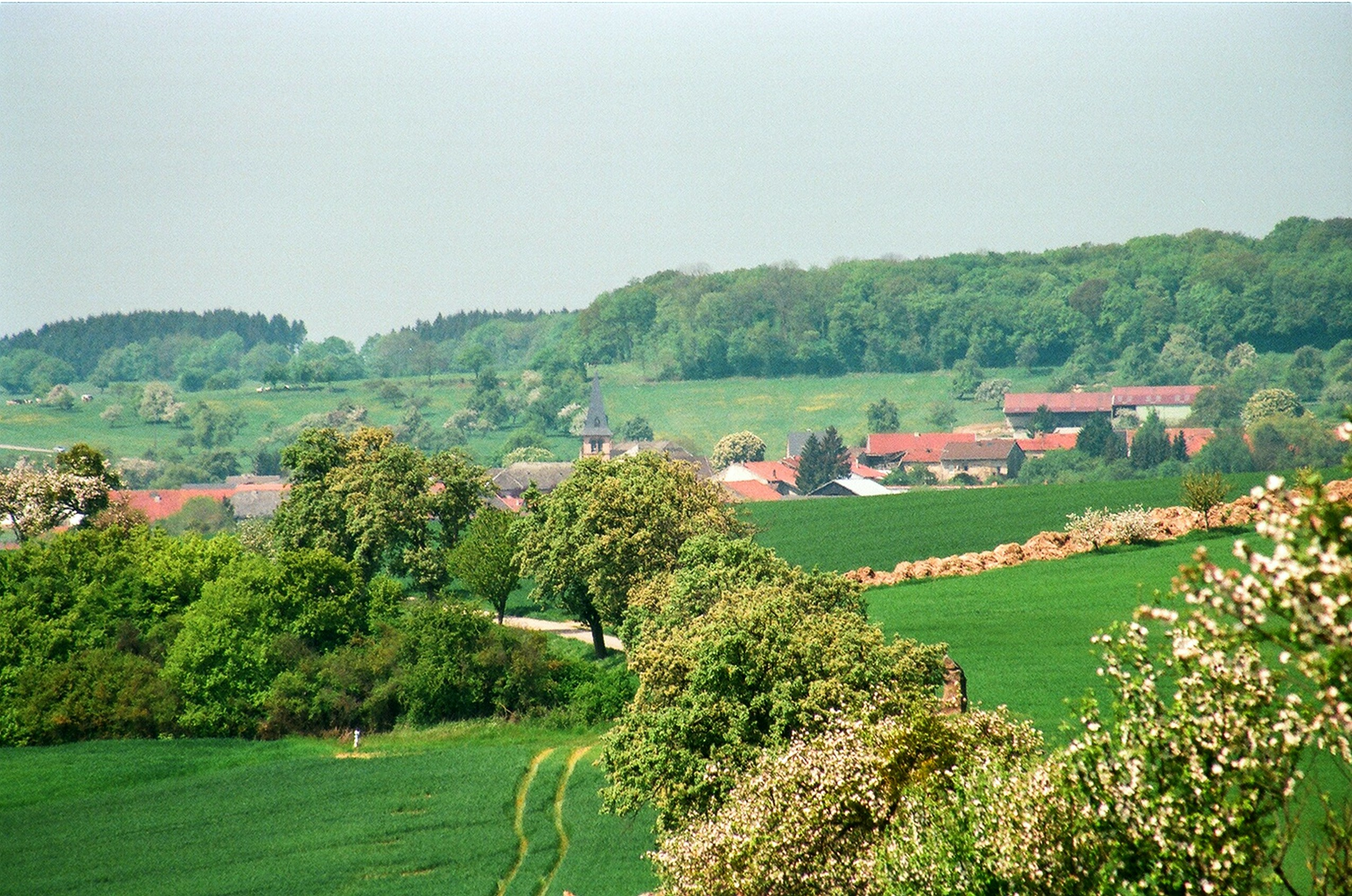
Ortsansicht
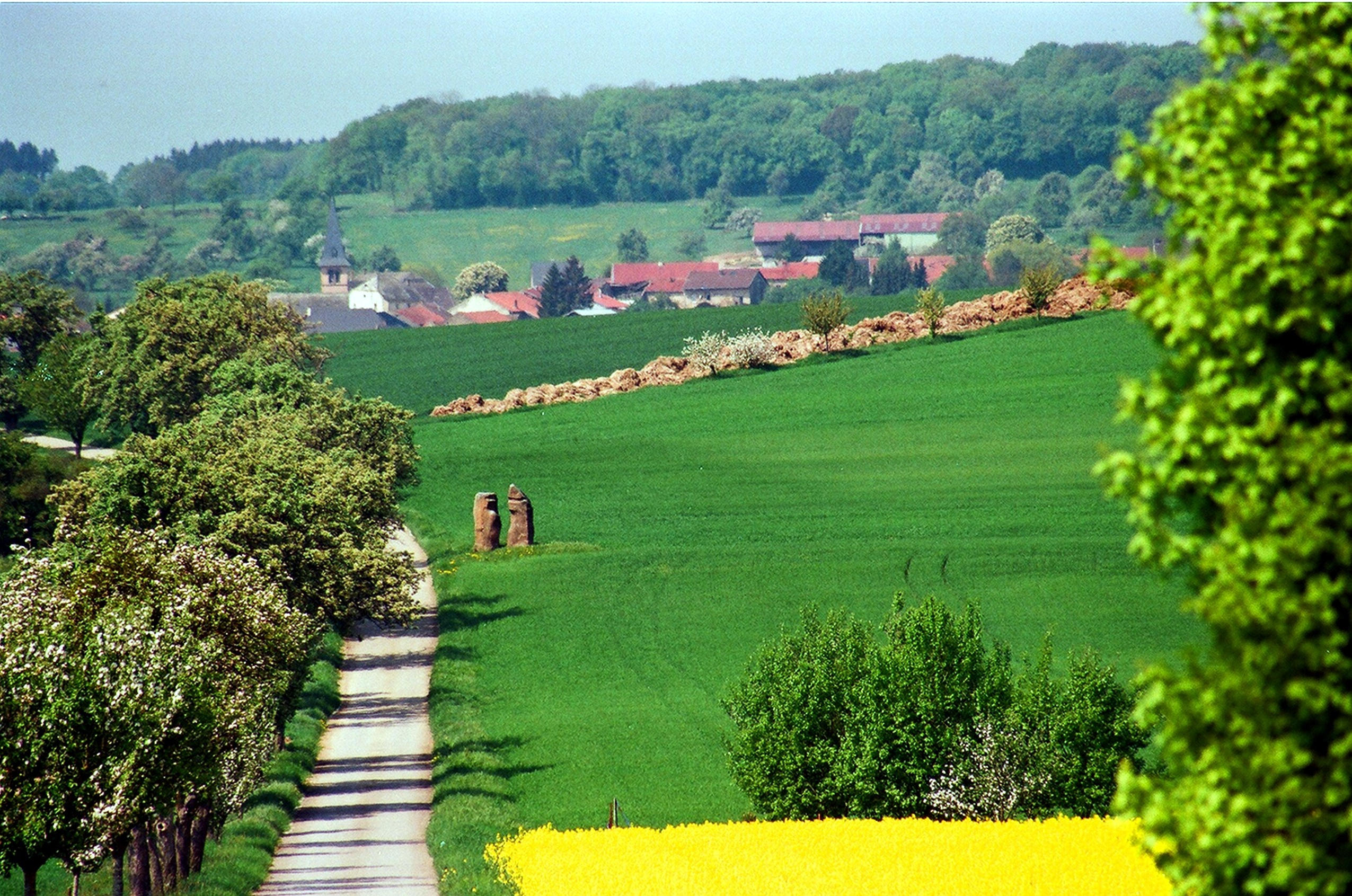
Skulpturenweg

## Geschichte
Der Ort gehört seit 1661 zu Frankreich. Zur Gemeinde Launstroff gehören seit 1812 das Dorf Flatten und seit 1830 das Dorf Scheuerwald, die mit der Grenzkonvention zwischen Preußen und Frankreich 1827 bzw. 1829 an Frankreich kamen.
Der Nachbarort Ritzing war 1812 bis 1880 in Launstroff eingemeindet.
Der Widderkopf im Gemeindewappen ist das Symbol der früheren örtlichen Ritterfamilie von Buseck.

### Bevölkerungsentwicklung
| Jahr      | 1962 | 1968 | 1975 | 1982 | 1990 | 1999 | 2007 | 2019 |
| Einwohner | 288  | 244  | 208  | 177  | 198  | 224  | 250  | 267  |

## Sehenswürdigkeiten

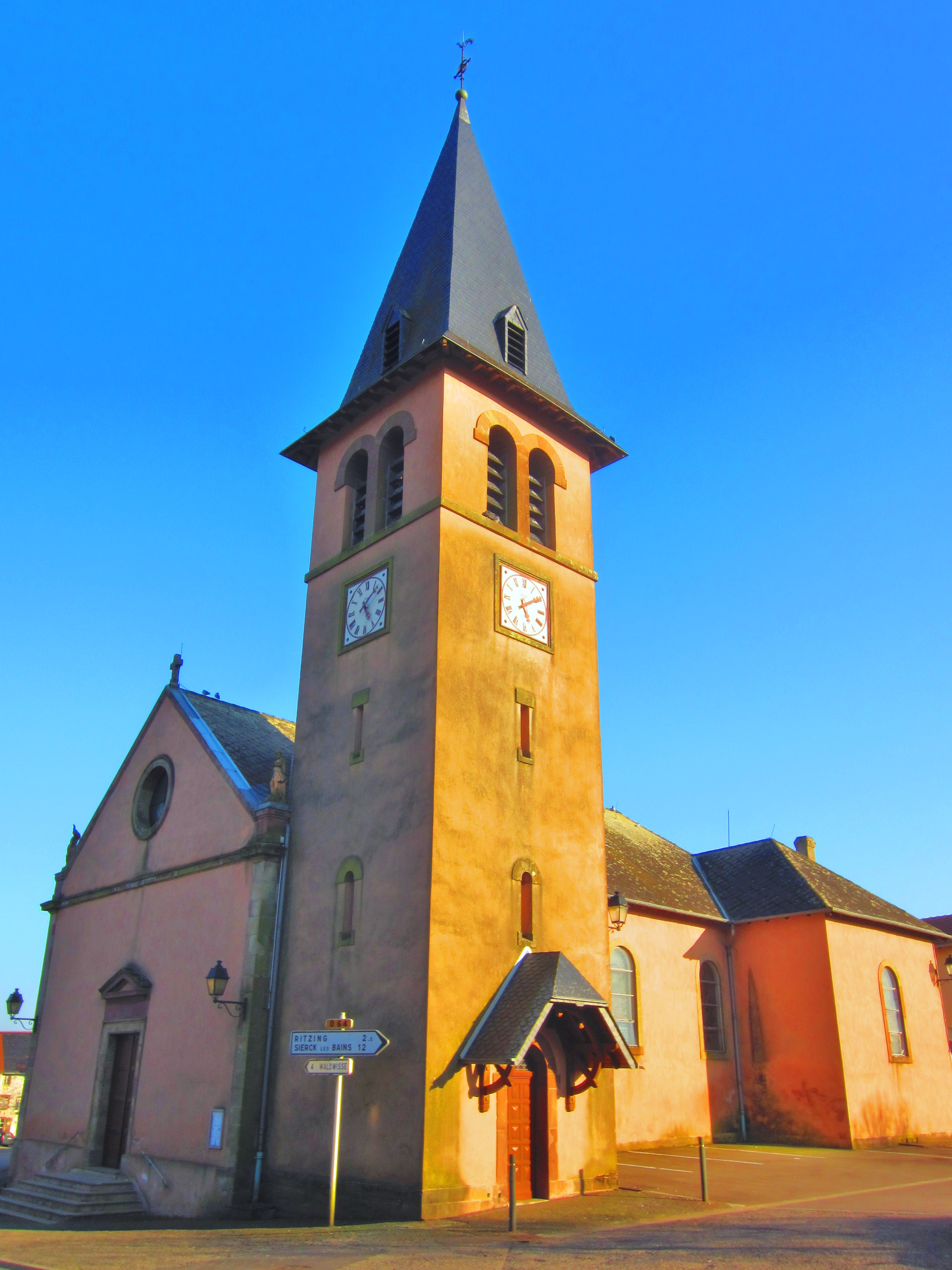
Kirche Saint-Martin
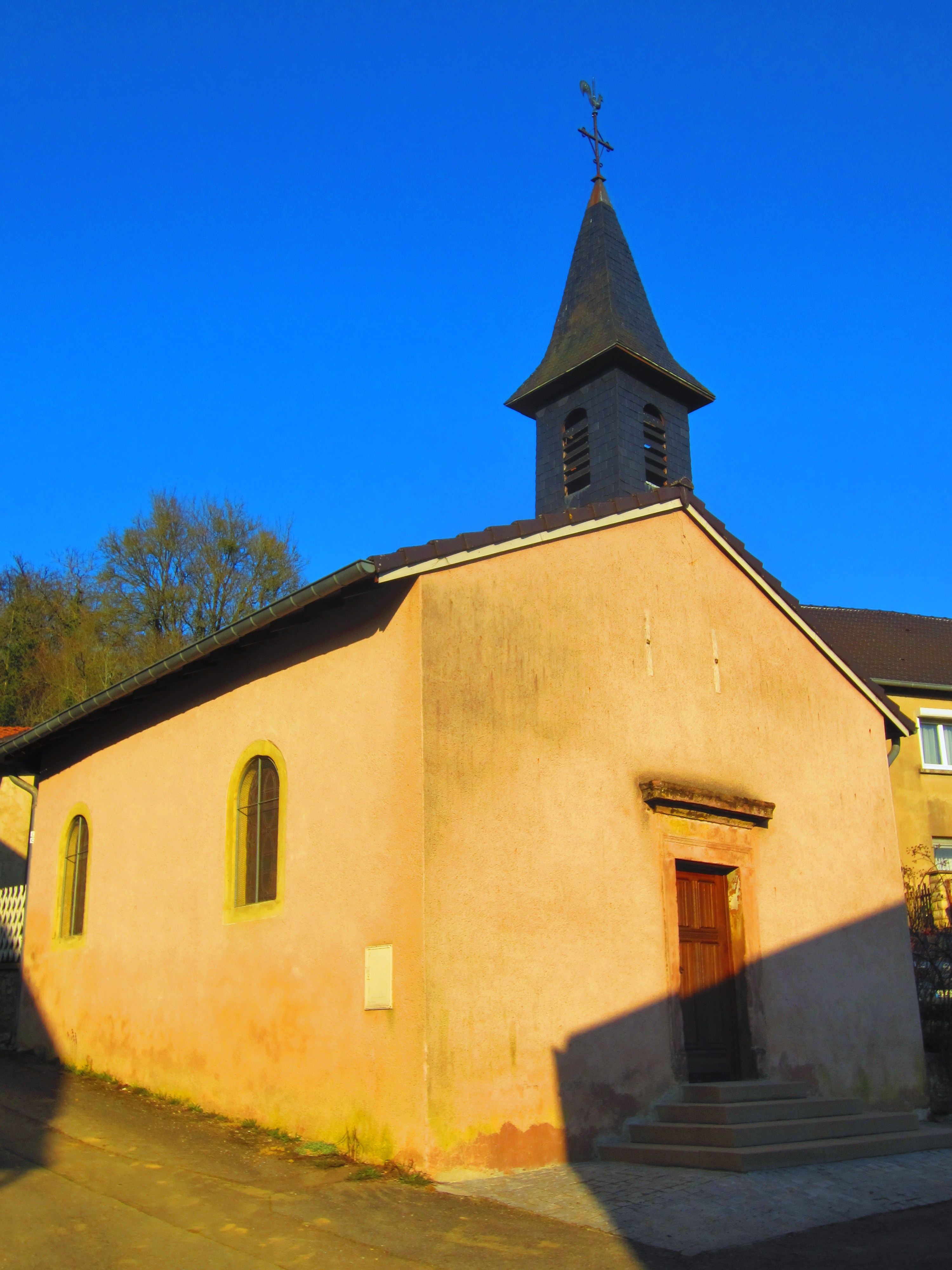
Kapelle Saint-Bernard im Ortsteil Flatten